# Bogićevići
Bogićevići este un sat din comuna Danilovgrad, Muntenegru. Conform datelor de la recensământul din 2003, localitatea are 111 locuitori (la recensământul din 1991 erau 104 locuitori).

## Demografie
În satul Bogićevići locuiesc 83 de persoane adulte, iar vârsta medie a populației este de 38,5 de ani (36,2 la bărbați și 40,4 la femei). În localitate sunt 38 de gospodării, iar numărul mediu de membri în gospodărie este de 2,92.
Populația localității este foarte eterogenă.
|  |

| Demografie | Demografie | Demografie |
| An         | Locuitori  | Locuitori  |
| ---------- | ---------- | ---------- |
|            |            |            |
|            |            |            |
|            |            |            |
|            |            |            |
| 1948       | 119        |            |
| 1953       | 117        |            |
| 1961       | 132        |            |
| 1971       | 109        |            |
| 1981       | 109        |            |
| 1991       | 104        | 96         |
| 2003       | 112        | 111        |

| \| Componența etnică conform recensământului din 2003[2] \| Componența etnică conform recensământului din 2003[2] \| Componența etnică conform recensământului din 2003[2] \| Componența etnică conform recensământului din 2003[2] \| Componența etnică conform recensământului din 2003[2] \| \| ----------------------------------------------------- \| ----------------------------------------------------- \| ----------------------------------------------------- \| ----------------------------------------------------- \| ----------------------------------------------------- \| \| \| \| \| \| \| \| Muntenegreni \| Muntenegreni \| \| 68 \| 61,26% \| \| Sârbi \| Sârbi \| \| 23 \| 20,72% \| \| Iugoslavi \| Iugoslavi \| \| 2 \| 1,8% \| \| Croați \| Croați \| \| 1 \| 0,9% \| \| necunoscută \| necunoscută \| \| 0 \| 0% \| |              |  |    |        |
| Componența etnică conform recensământului din 2003 |              |  |    |        |
| |              |  |    |        |
| Muntenegreni | Muntenegreni |  | 68 | 61,26% |
| Sârbi | Sârbi        |  | 23 | 20,72% |
| Iugoslavi | Iugoslavi    |  | 2  | 1,8%   |
| Croați | Croați       |  | 1  | 0,9%   |
| necunoscută | necunoscută  |  | 0  | 0%     |